# Bitwa nad Dunajcem (1288)
Bitwa nad Dunajcem (1288) – bitwa stoczona zimą 1288 pomiędzy góralami podhalańskimi a wojskami mongolskimi pod dowództwem Nogaja podczas III najazdu mongolskiego na Polskę w XIII wieku.
Po nieudanym oblężeniu Krakowa przez południową armię mongolską jej wódz Nogaj dał rozkaz do przegrupowania wojsk i rozpoczęcia działań w rejonie ziemi krakowskiej i sieradzkiej. Równocześnie dwie kolumny sił mongolskich ruszyły w kierunku południowym. Większa i silniejsza dotarła pod Stary Sącz, gdzie doznała dotkliwej klęski. Natomiast druga ruszyła w kierunku Podhala. Wiadomo, że oddział atakujący Podhale spustoszył Podoliniec. Według tradycji ludowej w rejonie Doliny Kościeliskiej, której wylot znajduje się kilka kilometrów od początku Czarnego Dunajca, oddział tatarski starł się z pospolitym ruszeniem składającym się z miejscowych górali.